# 丸尾歩
丸尾 歩（まるお あゆみ、1983年9月29日 - ）は、日本の女優、モデル。兵庫県出身。

## 来歴
- 2006年　第38回2006年度ミス日本コンテスト準ミス
- 2008年　DHCシンデレラアワードのファイナリスト
- 2010年、2011年　(社)日本フードアナリスト協会「食のなでしこ」グランプリ2年連続受賞

## 人物
- 特技はバスケットボール、高校在学時に国体強化メンバーに選出される。
- 妹はイエローキャブNEXTに所属する丸尾みゆき。
- 姉妹で2007年度ウイダーガールを務める。
- 自身が病気を患ったことで体のことを考え、食のことを知りたいと考え、フードアナリストのコンテストを受けたきっかけ。

## 出演

### 情報・バラエティ
- 2011年1月8日-3月26日　MXテレビ「クイズ!先端tic」アシスタント
- 2013年7月-2014年8月    MXテレビ  「Disco Train」　初代トレインガールズ

### テレビドラマ
- 2011年　関西テレビ「グッドライフ〜ありがとう、パパ。さよなら〜」

### ラジオ
- 2011年　ラジオ日本「うたださんとの三斗物語」アシスタント

### 舞台
- 2010年　「ちはやぶる神の国」／俳優座
- 2010年　「阿国歌舞伎」／赤坂ACTシアター
- 2011年　「Welcome to Jubilee」／築地ブディスト
- 2011年　「Time Capsule」／笹塚ファクトリー
- 2012年 「謎解きはディナーのあとで／天王洲銀河劇場」
- 2012年 「ガダルカナル デパートメント」／キンケロシアター

### ショー
- 東京ウエディングコレクション2010
- 神戸大丸ファッションショー各種ブライダルショー 他多数

### WEB
- 2010年　大江戸温泉物語